# 小行星15053
小行星15053（15053 Bochníček）是一颗绕太阳运转的小行星，为主小行星带小行星。该小行星于1998年12月17日发现。

## 轨道参数
小行星15053的轨道半长轴为2.2269463 UA，离心率为0.042。